# Nicetas panamensis
Nicetas panamensis är en fjärilsart som beskrevs av Druce 1891. Nicetas panamensis ingår i släktet Nicetas och familjen nattflyn. Inga underarter finns listade i Catalogue of Life.